# SRET–2
SRET–2 francia technológiai műhold. Műholdas Kutatási és Technológiai Tanulmányok végzése.

## Küldetés
Fő cél volt, hogy vizsgálják a poliéder felületre épített anyagminták viselkedését (lebomlását) mikrogravitációs környezetben. Egy hordozórakétával kettő műholdat (Molnyija–1 30, SRET–2) állítottak pályára.

## Jellemzői
Gyártotta a Société Nationale Industrielle Aérospatiale, üzemeltette a Francia Űrügynökség (CNES).
Megnevezései: SRET–2; Satellite de Recherches et d'etudes Technologiques (SRET–2); Malyj Avtonomnyj Sputnik (MAS–1); COSPAR: 1975-049B; Kódszáma: 7910.
1975. június 5-én a Pleszeck űrrepülőtérről egy Molnyija hordozórakéta (8K78M), az LC–43/4. (LC–Launch Complex) jelű indítóállványról juttatta magas Föld körüli pályára (HEO = High-Earth Orbit). Az orbitális egység pályája 737,77 perces, 62,83 fokos hajlásszögű, elliptikus pálya perigeuma 513 kilométer, az apogeuma 40 825 kilométer volt.
Egy tengelyesen a Nap irányában forgással stabilizált űreszköz. Formája poliéder, átmérője56,  magassága 56,2centiméter. Felületeire kísérleti napelemek voltak telepítve. Tömege 30 kilogramm. Energiaellátását napelemek, éjszakai (földárnyék) energia ellátását ezüst-cink akkumulátorok biztosították.
1988. július 10-én 4784 nap (13,10 év) után belépett a légkörbe és megsemmisült.
Előző műhold a SRET–1 volt.

## Külső hivatkozások
- SRET–2. lib.cas.cz. [2013. október 13-i dátummal az eredetiből archiválva]. (Hozzáférés: 2014. február 9.)
- SRET–2. astronautix.com. [2014. augusztus 5-i dátummal az eredetiből archiválva]. (Hozzáférés: 2014. február 9.)